# Dubhe

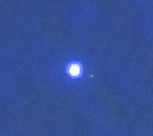
Dubhe A, B i C.

Dubhe (Alfa de l'Ossa Major / α Ursae Majoris) és el segon estel més brillant de la constel·lació de l'Ossa Major, després d'Alioth (ε Ursae Majoris). La seva magnitud aparent és +1,79. És una de les dues estrelles «apuntadores», juntament amb Merak (β Ursae Majoris), de l'«estel polar» (Polaris o α Ursae Minoris) i, per tant, del pol nord celeste.

## Nom
El nom de Dubb, així com el més habitual Dubhe, provenen de la paraula àrab per a «ós», dubb, de la frase ظهر الدب الاكبر, żahr ad-dubb al-akbar, «l'esquena del gran os». La denominació Dubb apareix per primera vegada en les Taules alfonsines. Els xinesos coneixen a α Ursae Majoris per Tien Choo —«el pivot del cel»— i com Kow Ching. D'acord amb Al-Biruní, per als hindús era Krata, el «rishi» o «savi».
S'ha afirmat que en l'antic Egipte aquest estel era Ak, l'«ull», l'estel més prominent de la constel·lació, utilitzada en l'alineació de les parets del Temple d'Athor en Denderah, i el punt de l'orientació d'aquesta estructura potser abans del 5100 abans de Crist.

## Característiques físiques
Dubhe és un sistema estel·lar múltiple en el qual sobresurt l'estel binari format per Dubhe A, gegant groc-taronja de tipus espectral K0III, i Dubhe B, estel blanc-groc de la seqüència principal. Amb una temperatura de 4500 K, Dubhe A és 300 vegades més lluminós que el Sol i el seu diàmetre és unes 30 vegades més gran que el d'aquest. Per la seva banda, Dubhe B brilla amb una lluminositat 15 vegades major que la lluminositat solar. La distància entre ambdós és de 23 ua i el període orbital és de 44 anys. Molt més allunyada, a 8.000 ua, es troba Dubhe C, nana groga de tipus F8. Una mica més lluminosa que el Sol —magnitud absoluta +4,22—, té al mateix temps una acompanyant que la orbita cada 6 dies.
A 124 anys llum del sistema solar, Dubhe no forma part de l'Associació estel·lar de l'Ossa Major, grup d'estels amb un probable origen comú que es mouen per l'espai en la mateixa direcció. Dels estels principals de l'Ossa Major, Dubhe és la que està més allunyada, i al costat de Benetnasch (η Ursae Majoris), es mou en direcció oposada a la resta del grup.